# Thiolaat
De thiolaten (ook mercaptiden genoemd) vormen een groep van verbindingen die zijn afgeleid van de thiolen. Het zijn de zouten van thiolen en ze ontstaan bijgevolg door deprotonering van een thiol met een base. Thiolaten vormen de zwavelanaloga van alkoxiden.

## Synthese
Thiolaten kunnen bereid worden door reactie van het thiol met een metallisch alkalimetaal. Daarnaast kunnen ze ook bereid worden door reactie met base, zoals natriumhydroxide, natriumethoxide of natriumamide. Sommige thiolaten worden zelfs in water gevormd.
Een voorbeeldreactie is de deprotonering van thiofenol met natriumhydroxide:

## Eigenschappen en toepassingen
In zuivere toestand zijn thiolaten basische en sterk hygroscopische verbindingen. De meeste, met uitzondering van kwik(II)- en lood(II)thiolaten, zijn allen goed oplosbaar in water.
Thiolaten kunnen worden aangetoond in een waterige oplossing door een kleine hoeveelheid 1-chloor-2,4-dinitrobenzeen toe te voegen. Hierbij ontstaat het 2,4-dinitrofenylsulfide dat een karakteristiek smeltpunt bezit:
Thiolaten worden hoofdzakelijk gebruikt bij de synthese van thio-ethers volgens een mechanisme dat zeer gelijkaardig is aan dat van de Williamson-ethersynthese.